# Les Invincibles (série télévisée, 2010)
Cet article concerne la série télévisée française. Pour la série télévisée québécoise, voir Les Invincibles (série télévisée, 2005).
Pour les articles homonymes, voir Les Invincibles.
Les Invincibles est une série télévisée française en 16 épisodes de 45 à 50 minutes adaptée de la série éponyme québécoise diffusée du 9 mars 2010 au 22 février 2011 sur Arte. Au Québec, elle est diffusée sur TV5 Québec Canada depuis le 30 mars 2010.

## Synopsis
Hassan, FX, Vince et Mano sont quatre amis d'enfance qui voient la trentaine frapper à leur porte. Ils réalisent alors qu'ils n'ont pas assez profité de la vie. Les quatre amis concluent un pacte, élaboré par leurs soins, qui va leur permettre d’assouvir leur soif d'irresponsabilité, d'immaturité et de conquêtes amoureuses. Leurs mésaventures sont entrecoupées de scènes animées allégoriques où ils sont représentés sous la forme de super-héros imaginés par Hassan, le dessinateur amateur de l'équipe : FX devient Spirit le télépathe, Vince devient Temero l'homme sans peur, Mano devient Bouclius l'indestructible et Hassan devient Alias, capable de créer un double de lui-même. Cathy, la vindicative compagne d'Hassan, inspire également le personnage de Fury Cat le succube.

## Distribution
- Jonathan Cohen : Hassan/Alias (saison 1 et 2)
- Benjamin Bellecour : F-X/Spirit (saison 1 et 2)
- Cédric Ben Abdallah : Vince/Temero (saison 1 et 2)
- Jean-Michel Portal : Mano/Bouclius (saison 1 et 2)
- Marie-Ève Perron : Cathy/Fury Cat (saison 1 et 2)
- Clémentine Célarié : Gisèle (saison 1)
- François Dunoyer : Alain (saison 1 et 2)
- Delphine Rollin : Jeanne (saison 1 et 2)
- Mélanie Martinez-Llense : Sandra (saison 1)
- Brigitte Bémol : Meïke (saison 1 et 2)
- Lou Doillon : Zoé (saison 1)
- Lannick Gautry : Marc (saison 1)
- Eric Wagner : Mitch (saison 1 et 2)
- Ève Chems de Brouwer : Isabelle (saison 1)
- Morgane Hainaux : Clotilde (saison 1 et 2)
- Marie-Christine Adam : Thérèse Boisvert (saison 1)
- Jackie Berroyer : Paul Boisvert (saison 1 et 2)
- François Rollin : Père Poitras (saison 1)
- Luce Mouchel : Betty (saison 2)
- Nicolas Koretzky : Damien (saison 2)
- Sonia Rolland : Vanessa (saison 2)
- Joseph Malerba : Bernard (saison 2)
- Meriem Serbah : Cynthia (saison 2)
- Agnès Soral : Savannah (saison 2)
- Caroline Riou : Agnès (saison 2)
- Philippe Bas : Charles (saison 2)
- Patrick Bouchitey : Duke (saison 2)
- Tamar Baruch : Anouchka (saison 1)

## Fiche technique
- Réalisation : Alexandre Castagnetti et Pierric Gantelmi d'Ile
- Scènes d'animation dessinées par Sid et Fred Vigneau du Studio Makma[2].
- Idée originale : François Létourneau et Jean-François Rivard

## Épisodes

### Saison 1 (2010)
La première saison de 8 épisodes a été diffusée du 9 au 30 mars 2010.
1. Le Pacte
2. Virée chez les scouts
3. La clause de la brosse à dents
4. Un vent de soupçons
5. Déménagements en tout genre
6. L'explosion du groupe
7. Chacun son chemin
8. Le mariage d'Hassan et Cathy

### Saison 2 (2011)
La deuxième saison de 8 épisodes a été diffusée du 1er au 22 février 2011 sur Arte.

## Commentaires
La deuxième saison de la série est tournée avant même la diffusion de la première. Quelques mois après sa diffusion originale, la série sera aussi diffusée sur NRJ 12.
Séduits par le concept et le succès de la série au Québec, Matthieu Viala et Stéphane Drouet, les deux producteurs de Making Prod, proposent une adaptation française à Arte France, qui décide de coproduire les deux premières saisons de la série.
Le 17 novembre 2011, la série a été annulée.